# Siergiej Andrusik
Siergiej Siergiejewicz Andrusik (ros. Сергей Сергеевич Андрусик; ur. 8 sierpnia 1989) – rosyjski zapaśnik walczący w stylu klasycznym. Zajął dziesiąte miejsce na mistrzostwach świata w 2013. Pierwszy na Światowych Igrzyskach Sportów Walki w 2013. Mistrz Rosji w 2013 roku. 